# Saint-Marcellin (queso)
El Saint-Marcellin es un queso francés del Delfinado, a base de leche de vaca, con pasta blanda y corteza fermentada. Su nombre (y cabe suponer que su origen) viene de la comuna de Saint-Marcellin en el departamento de Isère, aunque actualmente la producción se extiende por unas 300 comunas de los departamentos de Isère, Drôme y Saboya.

## Historia
Las primeras menciones históricas de este queso datan del siglo XV, cuando está presente en la mesa del rey Luis XI de Francia. En su origen se realizaba con leche de cabra, pero a partir de un reglamento para la ganadería caprina aparecido en 1730 destinado a reforestar los campos se produce una disminución de rebaños y la leche de vaca sustituye a la de cabra.

## Características
Según la reglamentación la denominación Saint-Marcellin se aplica a quesos de forma discoidal, de 70 mm de diámetro por 20 o 25 mm de altura, con un peso de al menos 80 gramos. Deben estar fabricados con leche de vaca cuajada y presentar una pasta fresca, sin amasar ni apretar, ligeramente salada y sin especias ni aromas añadidos. La corteza debe estar fermentada en su superficie y tras el envejecimiento el queso debe contener al menos 40 g de materia grasa por cada 100 g.